# Пеуху, Яани
Яани Пеуху (родился 17 августа 1978) — финский музыкант, продюсер и автор песен. Является основателем и вокалистом финской группы Iconcrash. В настоящее время он проживает в Хельсинки.

## Биография
Яани Пеуху родился в Аньяланкоски (Финляндия). Сын джазового музыканта Кари Пеуху (Kari Peuhu) и фотографа Хели Ахониити (Heli Ahoniitty). Музыкальная карьера Яани началась в возрасте семи лет, когда он начал играть на фортепиано. Через год он научился играть на барабанах. В возрасте 13 лет он организовал свою первую группу Chaoslord. Свой первый концерт Яани сыграл в Руовеси в возрасте 14 лет.
Пеуху играл на барабанах в нескольких группах, включая Scarlet Youth, Varjo, Deadbabes, Myyt, Mary-Ann, Billy-Goats, Jalankulkuämpäri, Kinetic и Vuk.
Яани начал сольную карьеру в 2004 году в качестве вокалиста и автор песен группы Iconcrash. Яани также работал в студии в качестве продюсера и приглашенного музыканта с такими артистами, как Before the Dawn, Swallow The Sun, To/Die/For, Thunderstone, Wiidakko и Anna Eriksson.
С первым альбомом Iconcrash «Nude» (2005) Пеуху гастролировал со своей группой в Великобритании, Финляндии, России, Германии, Италии, стран Балтии и США. В сентябре 2012 года Яани Пеуху объявил о своей сольной карьере и выпустил свой альбом «Tear Catcher» в январе 2015 года. Кроме песни «Maybe God is Asleep» все слова и музыка были написаны самим Пеуху.
До выхода «Tear Cather» Пеуху выпустил EP из кавер-версий песен в декабре 2014 года. Мини-альбом получил название «Echo Chamber».

## Премии
В 2012 году Iconcrash вышли в финал с песней «We Are the Night» на UMK (ESC). А ранее в 2009 году Яани Пеуху выступил соавтором песни вместе с Паули Рантасалми (The Rasmus) под названием «10.000 Light Years» для группы Kwan, которые смогли добраться до финала конкурса Евровидение в Финляндии.

## Дискография
Mary-Ann
- 1998 MCD: Deeper Sin

Billy-Goats
- 1999 MCD: All These Fears

Jalankulkuämpäri
- 2002 CDS: TIP
- 2003 CDS: 9E
- 2007 Album: Koska Olen Hyvä Rouva

Deadbabes
- 2003 MCD: The Drug

Iconcrash
- 2003 Promo: Happy?
- 2004 Split-EP: Viola loves Iconcrash
- 2005 Album: Nude
- 2008 Soundtrack: Clive Barker’s Midnight Meat Train
- 2008 Mama Trash 2 Compilation
- 2008 Soundtrack: Blackout
- 2009 Single: Strange, Strange Dark Star
- 2009 Single: Everlasting
- 2010 Single: Sleeper
- 2010 Album: Enochian Devices
- 2011 Single: Delete
- 2011 Single: Stockholm
- 2011 Album: Inkeroinen
- 2012 Single: We Are The Night
- 2012 Album: Inkeroinen (Special edition including: We Are The Night)

Viola
- 2004 Split-EP: Viola loves Iconcrash
- 2005 Album: Melancholydisco

Ratas
- 2001 MCD: Kuumaa Laavaa
- 2002 MCD: Ilmaa

Luomakunta
- 2002 Album: Alta

Before the Dawn
- 2000 Promo: To Desire
- 2001 MCD: Gehenna
- 2002 MCD: My Darkness
- 2003 Album: My Darkness
- 2004 Album: 4:14 am
- 2005 DVD: The First Chapter

Varjo
- 2000 CDS: Korvaamaton
- 2000 CDS: Maailmanpyörä
- 2000 Album: Kuka Korvaa Poistetun Sydämen
- 2001 Download Single: Tänä Kesänä
- 2003 Album: Paratiisissa
- 2009 Album: Ensinäytös 1997

Thunderstone
- 2009 Album: Dirt Metal

Swallow the Sun
- 2006 Album: Hope
- 2006 CDS: Don’t Fall Asleep

Anna Eriksson
- 2007 Album: Ihode
- 2008 Album: Annan Vuodet

Scarlet Youth
- 2009 MCD: Breaking The Patterns
- 2010 Album: Goodbye Doesn’t Mean I’m Gone

Kwan
- 2009 CDS: 10 000 Light Years

Black Sun Aeon
- 2009 MCD: Dirty Black Summer EP
- 2009 Album: Darkness Walks Beside Me
- 2010 Album: Routa
- 2011 Album: Blacklight Deliverance

Rain Diary
- 2010 Single: Lost

Grendel
- 2011 Album: Corrupt To The Core

Wiidakko
- 2011 Single: Seis seis seis
- 2011 Single: Odessa
- 2011 Album: Wiidakko (Дата релиза: 30.11.2011)

Hevisaurus
- 2011 Album: Räyhällistä Joulua

To/Die/For
- 2011 Album: Samsara (Дата релиза: 14.12.2011)

Jaani Peuhu
- 2013 Single: My Sky
- 2014 EP Album: Echo Chamber (Дата релиза: 26.12.2014)
- 2014 Single: No Regrets
- 2014 Single: Tonight's Music
- 2015 Album: Tear Catcher (Дата релиза: 23.01.15)